# Kimolos
Kimolos jest grecką wyspą na Morzu Egejskim należącą do archipelagu Cyklad. Kimolos leży niedaleko większej wyspy, Milos. Obecnie wyspę zamieszkuje 769 osób, głównie ludzi pochodzących z klasy średniej i emerytów.
Leży w administracji zdecentralizowanej Wyspy Egejskie, w regionie Wyspy Egejskie Południowe, w jednostce regionalnej Milos, w gminie Kimolos. 

## Historia
Kimolos jest wyspą o bogatej i długiej historii. Wyspa odziedziczyła nazwę po Kimolosie pierwszym mieszkańcu wyspy. W starożytności wyspa nazywała się Echindia (pol. żmija), prawdopodobnie ze względu na występujące do dziś węże. W czasach starożytnych wyspa była w posiadaniu Ateńczyków, którzy walczyli ze Spartanami władającymi wyspą Milos. Później podobnie jak reszta Grecji wyspa znalazła się pod okupacją turecką, która trwała do 1829 roku, kiedy wyspa wraz z całym archipelagiem Cyklad została zaanektowana przez Greków.

## Mieszkańcy
Podobnie jak większość regionów Grecji tak przez 150 lat Kimolos była biedną rolniczą wyspą. Sytuacja ta się zmieniła na początku lat 90, kiedy wyspę zaczęli odwiedzać pierwsi turyści, podnosząc tym samym standard życia mieszkańców. Obecnie większość mieszkańców pracuje w usługach (hotelarstwo oraz obsługa sklepów i restauracji). W miesiącach zimowych zauważalna jest zmiana struktury zatrudnienia z usług i turystyki na rolnictwo.

## Transport

### Wewnętrzny
W trakcie sezonu wakacyjnego największym problemem na wyspie jest brak miejsc parkingowych w najbardziej zaludnionych rejonach wyspy takich jak Horio Kimolou oraz Psathi. Na wyspie istnieje rozbudowany transport publiczny m.in. autobusy oraz taksówki.

### Zewnętrzny
Kimolos znajduje się zachodniej części Cyklad dzięki czemu wyspa posiada dobre połączenia z lokalnymi wyspami oraz portem w Pireusie. Transport promowy odbywa się cały rok. Podróż katamaranem jest natomiast możliwa tylko w trakcie sezonu letniego.